# Чипевайан (народ)
Чипевайан [tʃɪpəˈwaɪən] или Denésoliné или Dënesųłiné, также устар. чепевианы — «люди пустошей», произносится как ‘Den-a-sooth-leh-na’ на языке чипевайан — индейский народ в Канаде, часть группы народов дене.

## География расселения

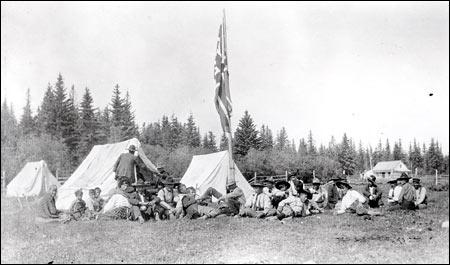
Деревня чипевайнов, 1911

Ко второму десятилетию XXI века в Канаде насчитывалось более 23 тысяч жителей, считающихся членами племён денесулине. Эти племена населяют канадские субарктические регионы в Саскачеване (около 11 тысяч), Альберте (больше 6 тысяч), Манитобе и Северо-Западных территориях (более чем по 3 тысячи). В эту численность могут входить кри, канадские метисы или представители народов дене, живущие в общинах денесулине, но не включаются потомки денесулине, потерявшие аборигенный статус в результате ухода из племени. Исторически территория расселения денесулине включала также ту часть Северо-Западных территорий, которая в настоящее время представляет собой территорию Нунавут. Наибольшая концентрация денесулине наблюдается между Большим Невольничьим озером и озером Атабаска.

## Язык
Денесулине говорят на языке чипевайан. Лингвистически этот язык близок к языкам других народов группы дене, среди которых тличо, слейви, йеллоунайф (в «Учебнике американских индейцев» 1981 года йеллоунайф названы одной из общин чипева) и другие, чьи территории расселения граничат с регионом расселения денесулине. В языке различаются два основных диалекта — диалект «k» (намного более распространённый) и диалект «t». Согласно результатам опроса 2011 года, в общей сложности насчитывалось около 13 000 носителей языка чипевайан, и во многих общинах денесулине предпринимаются попытки возрождения языка при помощи учебных программ для детей и юношества.
Название «чипевайан» заимствовано английскими поселенцами из языка кри, в котором означало «те, кто носит острые шкуры» (предположительно название связано с формой, в которой охотники денесулине обрезали свою одежду, хотя сами денесулине считали, будто кри намекают белым, что у них есть хвосты).

## История

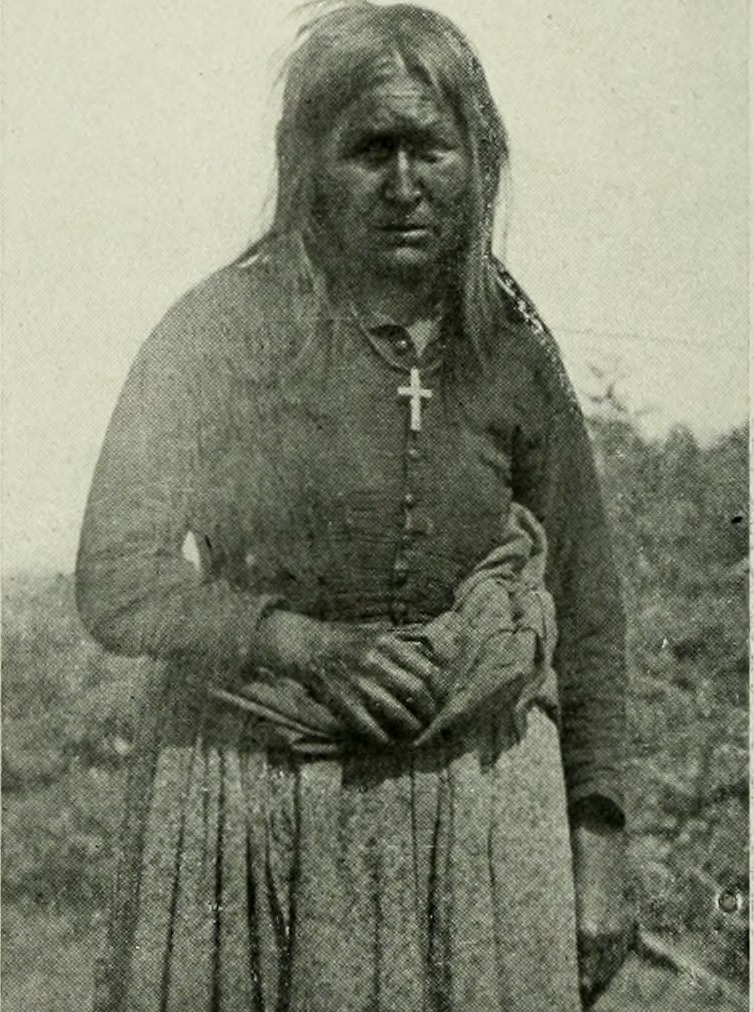
Катерина, чистокровная чипевайнская женщина

Археологические и ранние исторические свидетельства указывают, что денесулине населяли лесотундру в северо-восточной части современной Канады, от берегов Гудзонова залива, к северу от реки Сил до находящегося в Заполярье устья реки Коппермайн. Традиционный образ жизни и социо-территориальная организация денесулине были построены вокруг охоты на кочующие по северным равнинам стада карибу. Охотничьи партии, состоящие из двух и более семей, объединялись на локальном и региональном уровне в племена, состав которых был непостоянным, завися от движения стад. Лидеры таких племён обладали лишь ограниченной властью, основанной не на принуждении, а на уважении к их опыту, уму и щедрости. В религиозных воззрениях денесулине человек был тесно связан с окружающей его природой; духовное лидерство принадлежало шаманам, по верованиям денесулине получавшим свои силы через сны. Местная мифология возводила корни чипевайан к связи между первой женщиной и псом, на ночь превращавшимся в мужчину. Обрядовая часть повседневной жизни сводилась к минимуму.
Знакомство денесулине с европейскими первопроходцами состоялось в начале XVIII века; согласно устной традиции, представителя Компании Гудзонова залива провела вглубь территории денесулине и познакомила с этими племенами женщина по имени Танаделтер (англ. Thanadelthur/Thanadelther), также известная как Рабыня (англ. Slave Woman). Уже в 1717 году Компания Гудзонова залива построила форт Принца Уэльского (на территории современного Черчилла) для торговли пушниной с денесулине. Поначалу чипевайан играли малозаметную роль в пушной торговле, поскольку в их краях пушной зверь был редок, а карибу удовлетворяли все их потребности. Не добывая меха сами, они выполняли функции посредников между Компанией Гудзонова залива и племенами йеллоунайф и догриб. Несмотря на это, пушная торговля стала причиной ухудшения их отношений с их южными соседями — кри, в целом нормализовавшихся только к 1760 году, но и после этого омрачавшихся стычками. Ухудшились и отношения к живущими к северу от денесулине инуитами, которых индейцы называли «врагами равнины». Традиционные верования денесулине успешно вытеснялись католической верой, распространяемой миссионерами; принесенные европейцами болезни обернулись для аборигенов опустошительными эпидемиями, первой из которых стала эпидемия оспы 1781—1782 годов.
Борьба за рынок сбыта пушнины велась и между племенами дене; так, в начале XIX века йеллоунайф вытеснили с обжитых мест племена тличо. Часть племён денесулине ушла на юг, занявшись охотой на пушного зверя в тайге, а некоторые зашли ещё дальше и добрались до границы лесов и прерии, где освоили охоту на бизонов. Современные границы территории расселения денесулине в основном определились к концу XIX века, хотя эпидемии продолжали менять демографическую картину ещё полстолетия. Формальные отношения между денесулине и правительством Канады были установлены в рамках договора 1876 года. Более поздние договоры, подписанные в 1899 и 1907 году, обуславливали отказ чипевайан от прав на земли, на которых они проживали, в обмен на ежегодную выплату в размере пяти долларов на душу населения и поставки боеприпасов, пряжи и других товаров.
На конец XIX столетия чепевианы были самым значительным из атабаскских племён дене. В течение последующего столетия денесулине, как и другие индейские племена Канады, подвергались ассимиляции, в частности, в результате работы системы школ-интернатов для детей коренных племён. Политика провинций, направленная на освоение северных земель, в особенности путём развития ресурсодобывающей индустрии, поставила под угрозу традиционный уклад жизни денесулине, основанный на охоте. После Второй мировой войны канадское правительство активно подталкивало чипевайан к переселению в резервации, в которых в результате оказалось большинство современных представителей этого народа. В дальнейшем денесулине в рамках новых договоров с правительством Канады получили права самоуправления, идёт возрождение традиционных охотничьих промыслов и народной культуры в целом.